# Alfredo Moreno Uribe
Alfredo Moreno Uribe (Madrid, 11 de agosto de 1902-ibidem, 18 de septiembre de 1981) fue un ingeniero español, octavo  marqués de San Saturnino y quinto conde de Fontao.

## Biografía
Hijo del también ingeniero de caminos José Moreno Osorio y de María Uribe Garrido. Cursa sus primeros estudios en Madrid y en 1920 comienza la carrera de Ingeniería de Caminos culminándola cinco años más tarde en que entra a prestar servicios en la Compañía de los Caminos de Hierro del Norte de España.
En 1930 contrae matrimonio con Ana Rosa Gómez-Rodulfo Barrio. Tienen el año siguiente una niña, Ana María, que fallecerá en la infancia.
Tras la Guerra Civil ingresa en Renfe y en 1955 sucede a su tía la duquesa de la Conquista en el título de marqués de San Saturnino. 
Desde 1961 es Director de la Compañía patrocinando, desde ese momento, interesantes intercambios comerciales con otros países europeos en el ámbito ferroviario. El 22 de julio de ese mismo año de 1961 es nombrado Consejero de RENFE y, poco después, su Consejero delegado. Es como máximo responsable ejecutivo de RENFE el principal artífice del "Plan decenal de modernización de la red" que abarcó desde 1964 hasta 1973, continuando en esos años estrechando las relaciones internacionales. Sucede a su padre en 1964 en el título de conde de Fontao. 
Vicepresidente de la Compañía Andaluza de Minas en 1967, accede, en 1968, a la de Renfe, puesto en el que continuará al cesar como Consejero delegado en 1973. Es testigo en los años sucesivos de la modernización de la red con la puesta en marcha de los nuevos recorridos de viajeros y mercancías,  con el primer Contrato-Programa de la Compañía y con el "Plan General de Ferrocarriles" de 1979. 
En mayo de 1976 recibe la medalla de oro al Mérito en el Trabajo.